# Carvalho (Espanha)

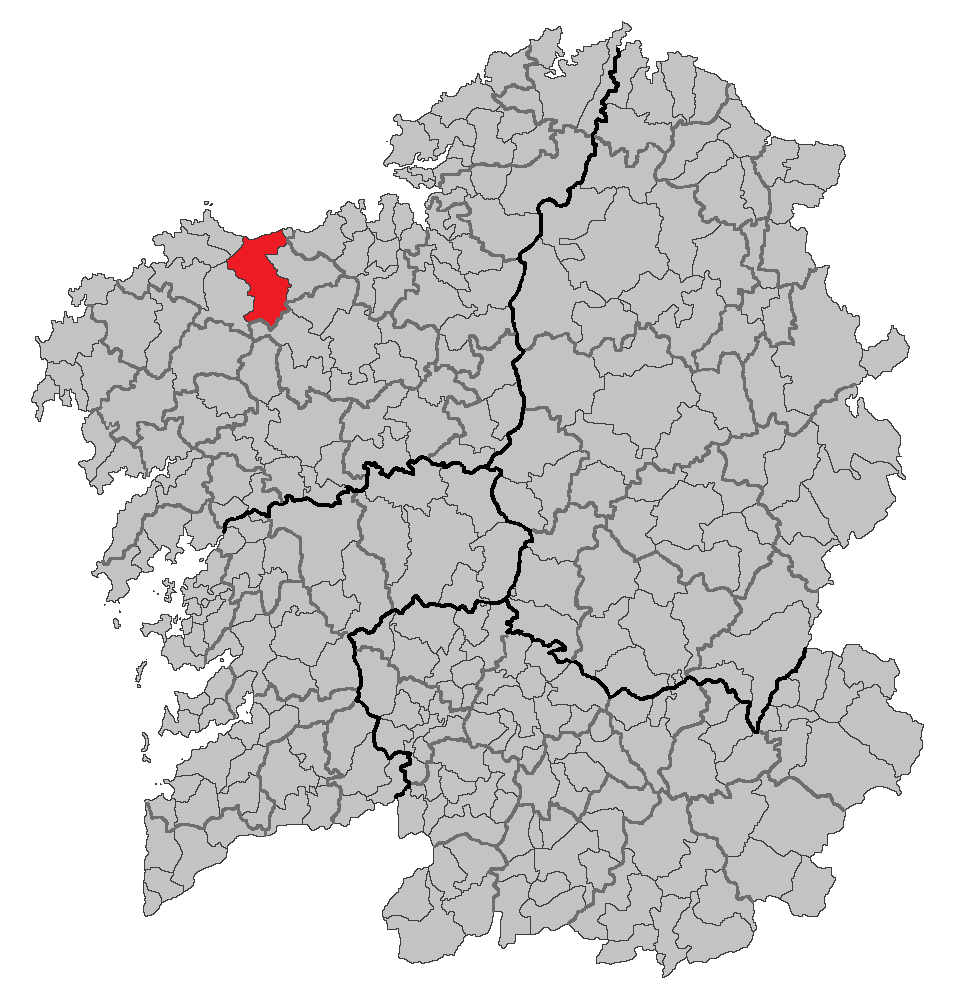
Localização de Carballo

Carvalho (em galego, Carballo) é um município da Espanha na província da Corunha,
comunidade autónoma da Galiza, de área 187 km² com população de 31349 habitantes (2019) e densidade populacional de 157,87 hab/km².

## Demografia
| Variação demográfica do município entre 1991 e 2004 | Variação demográfica do município entre 1991 e 2004 | Variação demográfica do município entre 1991 e 2004 | Variação demográfica do município entre 1991 e 2004 |
| --------------------------------------------------- | --------------------------------------------------- | --------------------------------------------------- | --------------------------------------------------- |
| 1991                                                | 1996                                                | 2001                                                | 2004                                                |
| 26033                                               | 27287                                               | 28142                                               | 29521                                               |

## Freguesias
Eis uma listagem das freguesias do concelho de Carballo:
- Aldemunde (Santa Maria Madalena).
- Ardaña (Santa Maria).
- Artes (São Jorge).
- Bértoa (Santa Maria).
- Berdillo (São Lourenço).
- Cances (São Martinho).
- Carballo (São João).
- Entrecruces (São Genésio).
- Goiáns (Santo Estévão).
- Lema (São Cristóvão).
- Noicela (Santa Maria).
- Oza (São Veríssimo).
- Razo (São Martinho).
- Rebordelos (São Salvador).
- Rus (Santa Maria).
- Sísamo (Santiago).
- Sofán (São Salvador).
- Vilela (São Miguel).